# Василь Потієнко
Протодиякон Василь Потієнко (*9 квітня 1898, Сосниця — †12 квітня 1945, Німеччина) — церковний діяч Української автокефальної православної церкви (УАПЦ) в УСРР, Райхскомісаріаті Україна та Німеччині. Голова ВПЦР (1924—1926), особистий секретар митрополита Київського та всієї України УАПЦ Василя (Липківського).

## Біографія
Народився у Сосниці Чернігівської губернії. Закінчив Чернігівську духовну семінарію та Київський університет святого Володимира. У роки заснування УАПЦ (1917—1921 р.) брав участь у церковно-визвольному русі. На рідній Сосновеччині заснував 20 парафій УАПЦ. Прийняв рукоположення у диякони УАПЦ.
1924—1926 р. був головою ВПЦР (Всеукраїнської Православної Церковної Ради). Під час його головування УАПЦ досягла найвищого ступеня розвитку. На становищі Голови ВПЦР перший раз був заарештований 1926 (за доносом вірних УАПЦ, завербованих ОГПУ СССР). Засуджений Колегією НКВД і ув'язнений. 1934, після першої каторги, вдруге був арештований і ув'язнений на 5 років концтабрів ГУЛАГ СССР у Печорі (Республіка Комі).
Повернувся в Україну 1939. Після звільнення України від сталіністів, 1941 протодиякон Василь Потієнко стає Керуючим справами Єпархіального Управління УАПЦ в Харкові й організатором життя УАПЦ на Слобожанщині.
1943 емігрував з України під тиском Сталінської Армії.
12 квітня 1945 р. загинув по дорозі до Веймару з Берліна від ран, отриманих внаслідок обстрілу з літака СРСР.